# Kim Ryon-Mi
Kim Ryon-Mi (8 de febrero de 1983) es una deportista norcoreana que compitió en judo. Ganó dos medallas de plata en el Campeonato Asiático de Judo en los años 2004 y 2005.

## Palmarés internacional
| Campeonato Asiático | Campeonato Asiático  | Campeonato Asiático | Campeonato Asiático |
| Año                 | Lugar                | Medalla             | Categoría           |
| ------------------- | -------------------- | ------------------- | ------------------- |
| 2004                | Almatý ( Kazajistán) | Medalla de plata    | –70 kg              |
| 2005                | Taskent (Uzbekistán) | Medalla de plata    | –78 kg              |